# Пуатьє (округ)
Округ Пуатьє (фр. Arrondissement de Poitiers) — округ у Франції, в департаменті В'єнна. 2023 року округ об'єднував 83 муніципалітети, населення становило 265 262 особи.
Адміністративний центр (супрефектура) — Пуатьє.

## Муніципалітети
Список муніципалітетів округу та їхні коди INSEE:
1. Авантон (86016)
2. Амберр (86002)
3. Аслонн (86010)
4. Берюж (86024)
5. Біар (86027)
6. Біню (86028)
7. Бомон-Сен-Сір (86019)
8. Бонн (86031)
9. Буавр-ла-Валле (86123)
10. Бюксроль (86041)
11. Вернон (86284)
12. Вівонн (86293)
13. Вільє (86292)
14. Вує (86294)
15. Вузай (86299)
16. Вуней-су-Біар (86297)
17. Діссе (86095)
18. Дьєнне (86094)
19. Ерон (86017)
20. Жазней (86116)
21. Жардр (86114)
22. Жизе (86105)
23. Жоне-Мариньї (86115)
24. Іверсе (86300)
25. Ітей (86113)
26. Кенсе (86204)
27. Клуе (86080)
28. Крутель (86088)
29. Куломб'є (86083)
30. Куссе (86085)
31. Кюон (86089)
32. Кюрзе-сюр-Вонн (86091)
33. Ла-Вільдьє-дю-Клен (86290)
34. Ла-Пюї (86202)
35. Ла-Шапель-Мульєр (86058)
36. Лаву (86124)
37. Латільє (86121)
38. Лігюже (86133)
39. Ліньє (86135)
40. Люзіньян (86139)
41. Має (86142)
42. Мариньї-Шемро (86147)
43. Марне (86148)
44. Марсе (86145)
45. Массонь (86150)
46. Мезоннев (86144)
47. Міньє-Оксанс (86158)
48. Міньялу-Бовуар (86157)
49. Мірбо (86160)
50. Монтамізе (86163)
51. Невіль-де-Пуату (86177)
52. Нуає-Мопертюї (86180)
53. Ньєй-л'Еспуар (86178)
54. Пуатьє (86194)
55. Пує (86198)
56. Рош-Премарі-Андільє (86209)
57. Руїльє (86213)
58. Савіньї-Левеско (86256)
59. Санксе (86253)
60. Севр-Анксомон (86261)
61. Сель-Левеско (86045)
62. Сен-Бенуа (86214)
63. Сен-Жорж-ле-Баяржо (86222)
64. Сен-Жульєн-л'Арс (86226)
65. Сен-Мартен-ла-Паллю (86281)
66. Сен-Сован (86244)
67. Сент-Радегонд (86239)
68. Сіссе (86076)
69. Смарв (86263)
70. Терсе (86268)
71. Тюражо (86271)
72. Флере (86099)
73. Фонтен-ле-Конт (86100)
74. Фроз (86102)
75. Шабурне (86048)
76. Шаландре (86050)
77. Шампіньї-ан-Рошро (86053)
78. Шассней-дю-Пуату (86062)
79. Шато-Ларше (86065)
80. Шерв (86073)
81. Шире-ан-Монтрей (86074)
82. Шовіньї (86070)
83. Шупп (86075)